# Gabal
The Wig (가발,Gabal) es una película de terror coreano dirigida por Won-Shin Yeon y protagonizada principalmente por Min-seo Chae y Yu Seon.

## Trama
Una joven llamada Su-hyeon (Chae Min-seo) está luchando contra el cáncer y su hermana mayor, Ji-hyeon (Yu Seon), decide llevarla a su casa para que realmente puedan disfrutar el poco tiempo que le queda, en vez de gastarlo en un hospital. Ji-hyeon no puede hablar, ya que durante un accidente automovilístico algo le atravesó la garganta.
Ji-hyeon compra una peluca de pelo largo con flequillo para Su-hyeon, para que pueda salir sin tener que sentirse avergonzada de sí misma, lo que ella no sabe es que la peluca está maldita. Su-hyeon al principio no utiliza la peluca, pero luego la comienza a usar y se siente mucho más atractiva por ende no se la saca nunca. Ella comienza a sentirse y demostrar que está mucho más sana, sale de su casa a menudo, para tomarse fotos en diversos lugares. Sin embargo, comienza a coquetear con el exnovio de Ji-hyeon.
Una amiga de Ji-hyeon se entera de que su novio la engaña, mientras que Su-hyeon se baña, ella toma la peluca diciendo que ella se siente que se ve más bonita, luego le dice a Ji-hyeon que la peluca podría ser la solución a que su novio la quiera de nuevo.  Al día siguiente es encontrada muerta junto a su novio, ambos cubiertos de pelo. Su-hyeon dice que la amiga de Ji-hyeon dejó la peluca antes de la madrugada. Luego va a un club con el exnovio de Ji-hyeon. Ji-hyeon ve a Su-hyeon bailando y ella cruelmente la ignora y saca a bailar al exnovio de Ji-hyeon.
Su-hyeon va al baño, se arregla el maquillaje y se le cae el espejo de mano en un cubículo, intenta agarrarlo pero de repente ve imágenes aterradoras de la amiga de Ji-hyeon con su novio. Ji-hyeon la lleva a casa.
Al día siguiente, Su-hyeon va a la casa del exnovio de Ji-hyeon, le dice que lo ama y lo comienza a besar. Ji-hyeon la va a buscar y se la lleva a su casa. Llegan a su casa y Su-hyeon va a lavar la peluca, Ji-hyeon escucha ruidos extraños provenientes del baño, abre la puerta y ve a una mujer en el techo, Su-hyeon peinaba el cabello de ésta. Luego Ji-hyeon encierra en su cuarto a su hermana, le saca la peluca y comienza a cortarla. Su-hyeon comienza a perder sangre y es llevada al hospital, negándose a ver a su hermana. Cuando van a darle la medicación a Su-hyeon, ella esconde las pastillas abajo de la cama, después se saca el gorro y comienza a herirse la cabeza, de donde la salen un montón de pastillas, tras lo cual se escapa del hospital.
Su hermana va a preguntar a un lugar, dónde se encuentra la fábrica de pelucas en la cual hicieron esa, el señor le comenta que hacía pelucas con pelo de gente muerta y que una vez hicieron una peluca de un hombre que se había suicidado. Casualmente se trataba de un hombre que estaba enamorado del exnovio de Ji-hyeon. Un grupo de adolescentes le pegaban con unos cinturones por ser gay y tener el pelo largo, esto lo lleva a él a cortarse el pelo y luego suicidarse tirándose desde un edificio.  
El fantasma del hombre posee a Su-hyeon, la utiliza para tratar de volver con el exnovio de Ji-hyeon. Lo comienza a besar, aparece Ji-hyeon y empieza a pelear con su hermana para sacarle la peluca y luego prenderle fuego, para liberar a su hermana y destruir el espíritu. Por desgracia, Ji-hyeon alucina que el fantasma sigue poseyendo a su hermana y la golpea hasta la matarla con su cámara de fotos. Como Su-hyeon muere, su hermana llora por lo que había hecho. La película termina, mostrando la cámara y la foto de ellas cuando eran chiquitas.

## Reparto
- Chae Min-seo - Su-hyeon / Hee-joo
- Yoo Sun -Ji-hyeon
- Bang Moon-soo - Ki-seok
- Sa Hyeon-jin - Kyeong-joo
- Soy - Hye-yeong
- Shin Hyeong-jong - el papá de Hye-yeong
- Seo Joo-seong - el esposo de Kyeong-joo
- Na Hyeon-joo - Min-joo
- Ryoo Hyeon-min - Tae-joon
- Kim Joo-kyeong - Ki-hoon